# كايل باترسون
كايل باترسون (بالإنجليزية: Kyle Patterson)‏ (6 يناير 1986 في المملكة المتحدة - ) هو لاعب كرة قدم بريطاني في مركز الهجوم. لعب مع غايس غوتنبرغ ولوس أنجلوس غلاكسي ووست بروميتش ألبيون وTP-47 ‏ ونادي هدنسفورد تاون وHalesowen Town F.C. ‏ ونونيتون بورو ‏ ونادي تاموورث ونادي ووستر سيتي وSt. Louis Lions ‏ وHollywood United Hitmen ‏ وRedditch United F.C. ‏ وSaint Louis Billikens men's soccer ‏.

## وصلات خارجية
- كايل باترسون على موقع الدوري الأمريكي (الإنجليزية)
- كايل باترسون على موقع قاعدة بيانات كرة القدم.إي يو (الإنجليزية)
- كايل باترسون على موقع Soccerbase.com (لاعب) (الإنجليزية)